# 匍根大戟
匍根大戟（学名：Euphorbia serpens）為大戟科大戟屬地錦草亞屬的植物。原產於南美洲，分佈在北美亞熱帶、北美熱帶、台灣等地，多生於路旁以及海邊的沙質地，目前中國大陸已由人工引種栽培。各大陸均有引入案例，在台灣常作為柚類果園地被植物，增加有機質、改善土壤理化性及水土保持。